# Benjamin Griveaux
Benjamin Griveaux (Francês: Benjamin-Blaise Griveaux) (Saint-Rémy, 29 de dezembro de 1977) é um político francês de La République En Marche! (LREM) que atuou como porta-voz do governo de 2017 a 2019 no governo do primeiro-ministro Édouard Philippe. De 2017 a 2021, também atuou como membro da Assembleia Nacional, representando o 5º arrondissement de Paris, que engloba o 3º e o 10º arrondissements.
Antigo membro do Partido Socialista (PS), Griveaux tem sido frequentemente descrito como um dos aliados políticos mais próximos do Presidente Emmanuel Macron. Ele foi o candidato do LREM a prefeito de Paris nas eleições municipais de 2020, antes de se retirar devido a um escândalo sexual e ser substituído pela ministra da Saúde, Agnès Buzyn.
Ele é graduado pela HEC Paris e Sciences Po.